# Nora Räthzel
Nora Räthzel (* 1948 in Düsseldorf) ist eine deutsche Sozialwissenschaftlerin. Sie ist Professorin für Soziologie an der Universität Umeå.
Räthzel wurde an der Universität Kassel promoviert, ihre Habilitation erfolgte an der Universität Umeå. Hier war sie von 1998 bis 2002 Senior researcher, von 2002 bis 2004 Lecturer, danach bis 2020 Professorin und seit 2021 Senior Professor. Sie ist Mitbegründerin des Hamburger Instituts für Migrations- und Rassismusforschung, deren Direktorin sie von 1989 bis 1998 war.
Zu Räthzels Arbeits- und Forschungsschwerpunkten gehören u. a. Geschlechterverhältnisse, Rassismus, Klasse, Arbeit und Globalisierung.  
Seit den 1980er Jahren war Räthzel als Autorin und Herausgeberin der Zeitschrift Das Argument und dem dazugehörigen Verlag verbunden. Sie war an der Übersetzung und Herausgabe der gesammelten Schriften Stuart Halls in die deutsche Sprache beteiligt, unter ihrer Regie erschienen mit den Titeln Ideologie Kultur Rassismus (1989) und Cultural studies. Ein politisches Theorieprojekt (2000) die Bände eins und drei der Reihe im Argument-Verlag.

## Schriften (Auswahl)
- als Herausgeberin: Finding the Way Home. Young People’s Stories of Gender, Ethnicity, Class, and Places in Hamburg and London  V & R Unipress, Göttingen 2008, ISBN 978-3-89971-433-3.
- als Herausgeberin: Theorien über Rassismus. Argument Verlag, Hamburg 2000, ISBN 978-3-88619-258-8.
- Gegenbilder. Nationale Identitäten durch Konstruktion des Anderen. Leske und Budrich, Opladen 1997, ISBN 978-3-8100-1895-3.
- mit Ülkü Sarıca: Migration und Diskriminierung in der Arbeit. Das Beispiel Hamburg. Argument Verlag, Hamburg, Berlin 1994, ISBN 978-3-88619-628-9.
- mit Annita Kalpaka (Hg.): Die Schwierigkeit, nicht rassistisch zu sein. Express-Edition, Berlin 1986, ISBN 978-3-88548-488-2.
  - 2., völlig überarb. Auflage, Mundo-Verlag, Leer 1990; Dreisam-Verlag, Köln 1994, zuletzt Argument Verlag, Hamburg 2017.
- beteiligt an: Widersprüche der Automationsarbeit. Ein Handbuch. Argument Verlag, Berlin 1987.